# Véhicule électrique au Vietnam

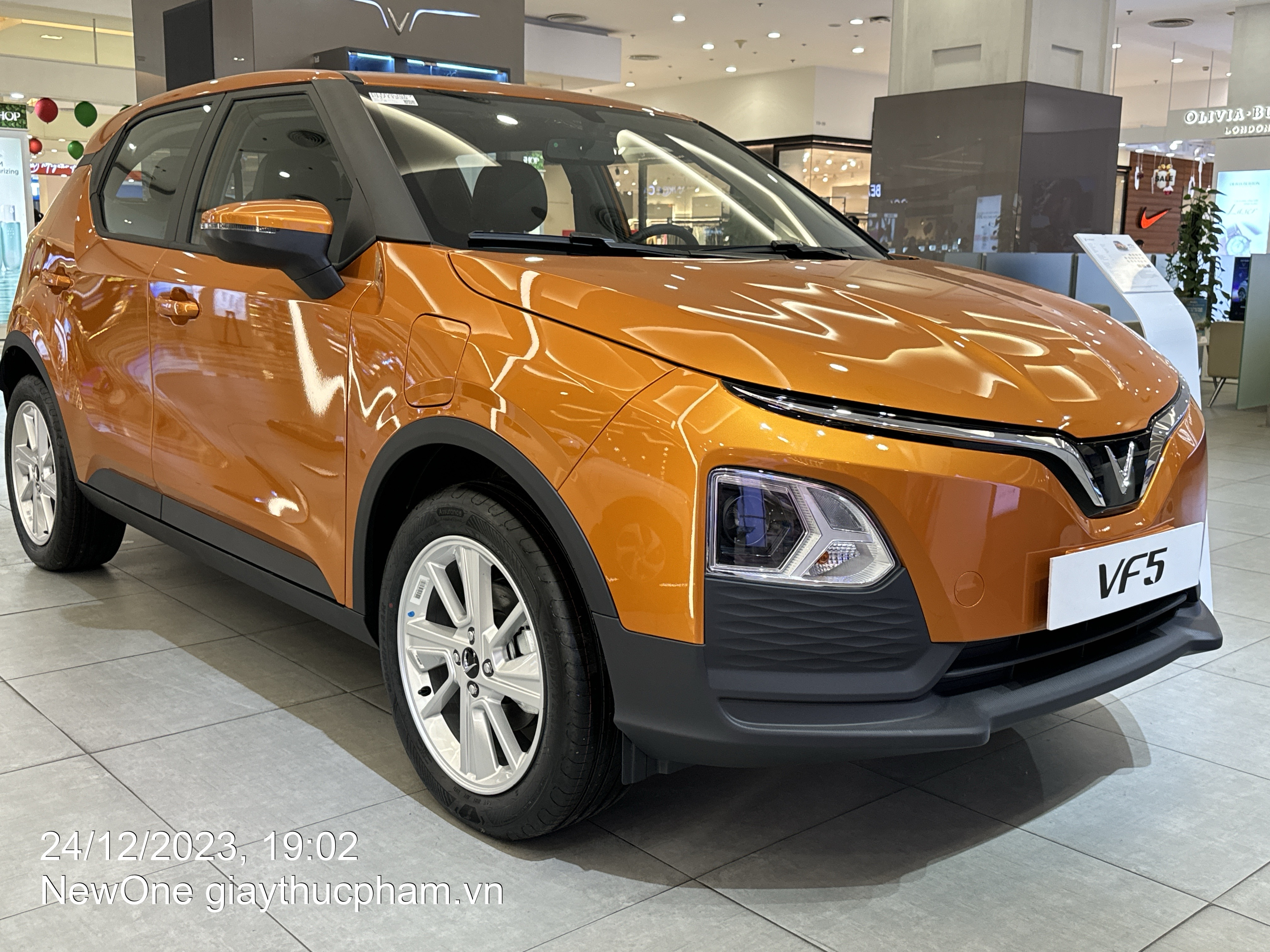
VinFast VF 5, 2023.

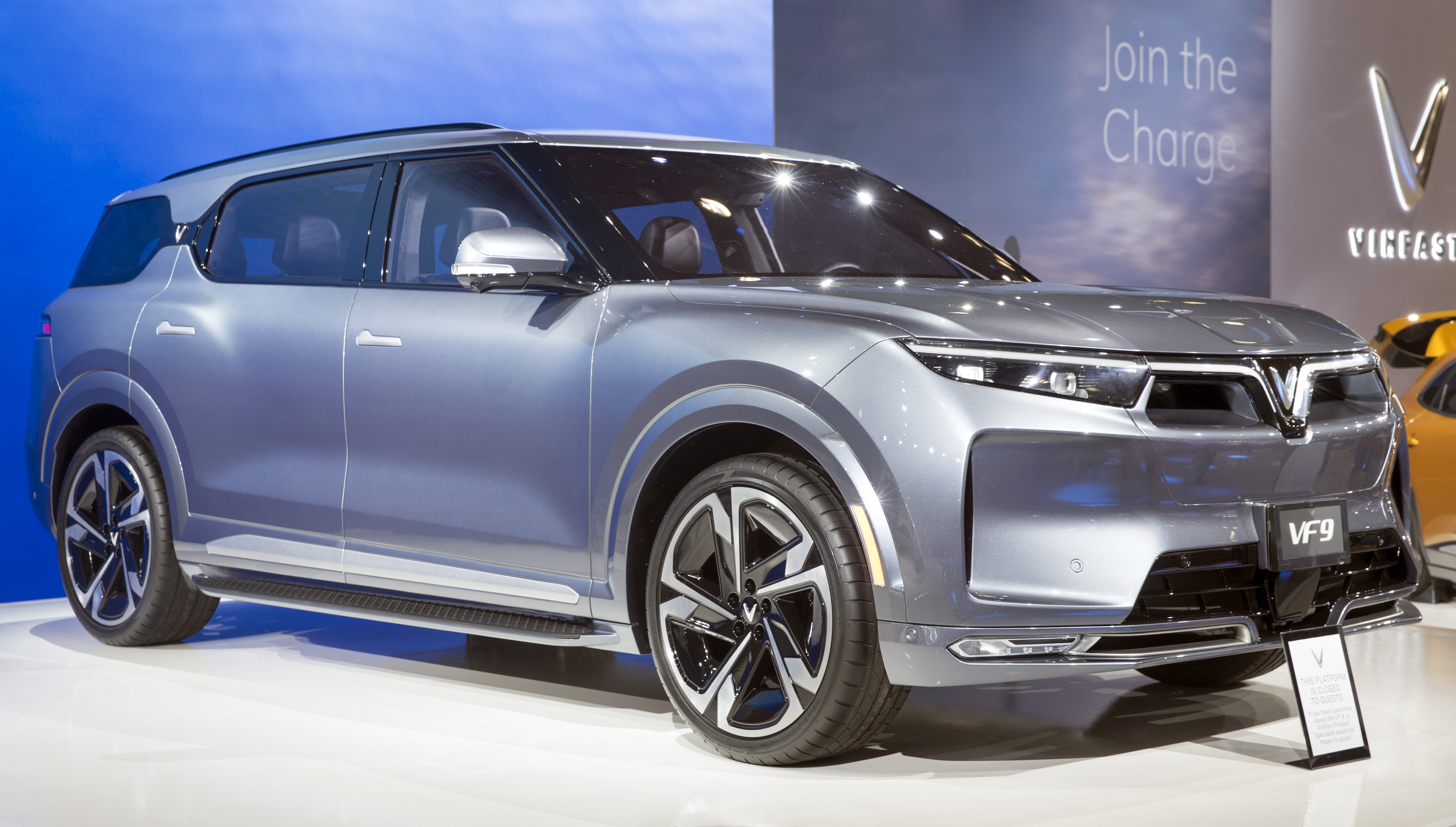
Vinfast VF9, 2022.

Le véhicule électrique au Vietnam se développe depuis 2019 avec les scooters électriques, puis en 2021 les voitures et bus fabriqués au Vietnam par la compagnie Vinfast, qui a vendu 34 855 voitures électriques en 2023 dans le pays et à l'exportation.

## Immatriculations et ventes
En 2023, 12500 voitures électriques ont été vendues au Viêt Nam par VinFast.
En 2022, sur les 280.000 nouvelles immatriculations enregistrées au Vietnam, 7400 concernent la marque VinFast, soit moins de 3 %. Au premier semestre 2023, VinFast a vendu 11.000 véhicules, mais son principal client, qui en a acheté la moitié, est une compagnie de taxis appartenant à VinGroup.
Le nombre de véhicules électriques au Vietnam, selon les données du Département du registre du Vietnam, passait fin 2021 à près de 3 000 unités, soit 20 fois plus qu’en 2019, sans compter près de 1,8 million de scooters électriques.
Vinfast a livré 13 513 voitures électriques sur le dernier trimestre de 2023, en progression de 35 % par rapport au troisième trimestre. Sur l'ensemble de l'année 2023, ses ventes atteignent 34 855 voitures électriques. Depuis ses premières commercialisations en 2021, elle a vendu 42 291 voitures électriques (exportations comprises).

## Autobus électriques

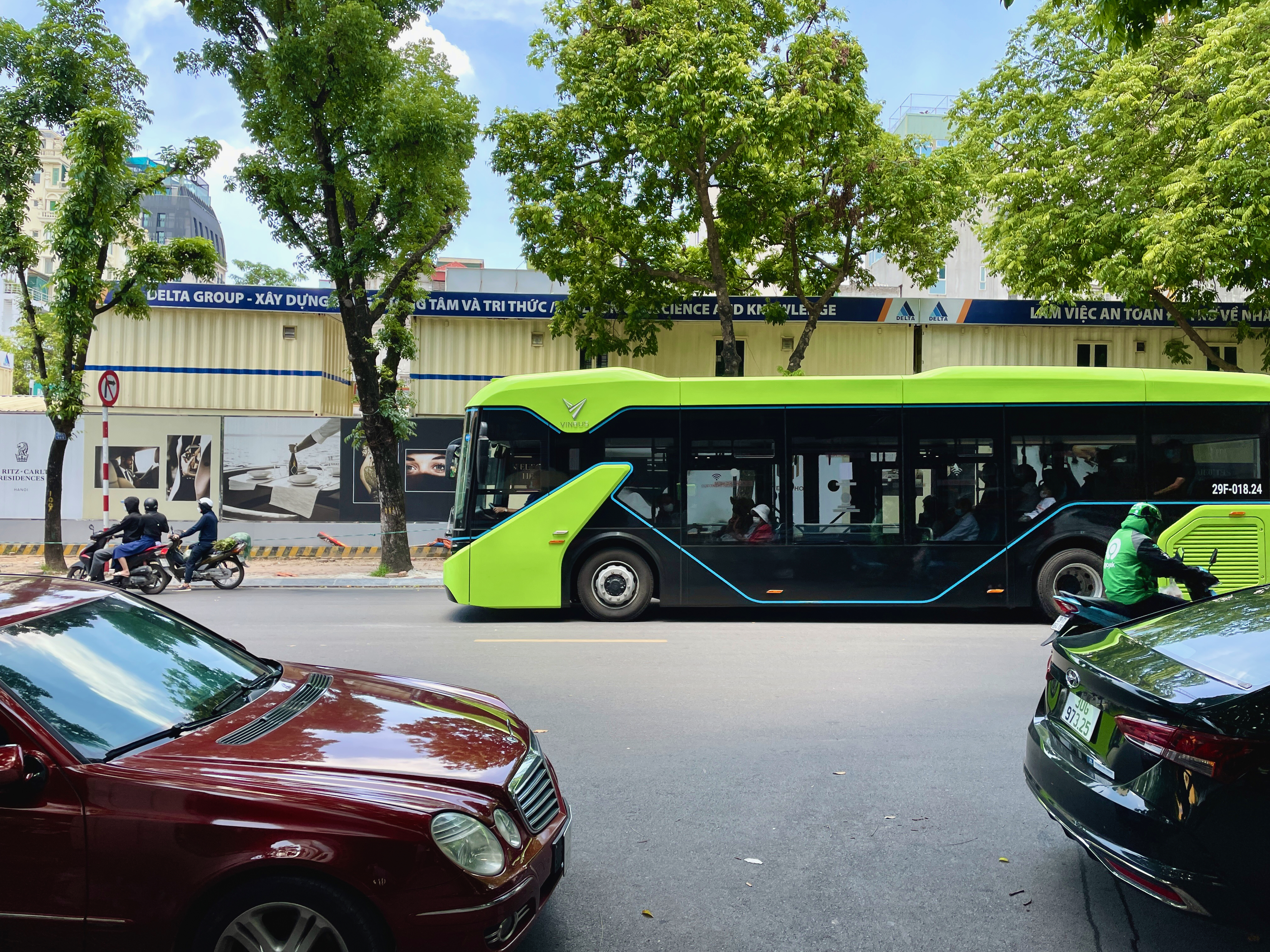
Bus électrique VinFast VinBus à Hanoi, 2022.

VinBus, filiale de Vingroup, a été créée en septembre 2019. Elle fabrique l'Ebus, un autobus électrique qu'elle exploite sur ses propres lignes de transport depuis le 8 avril 2021.

## Scooters électriques

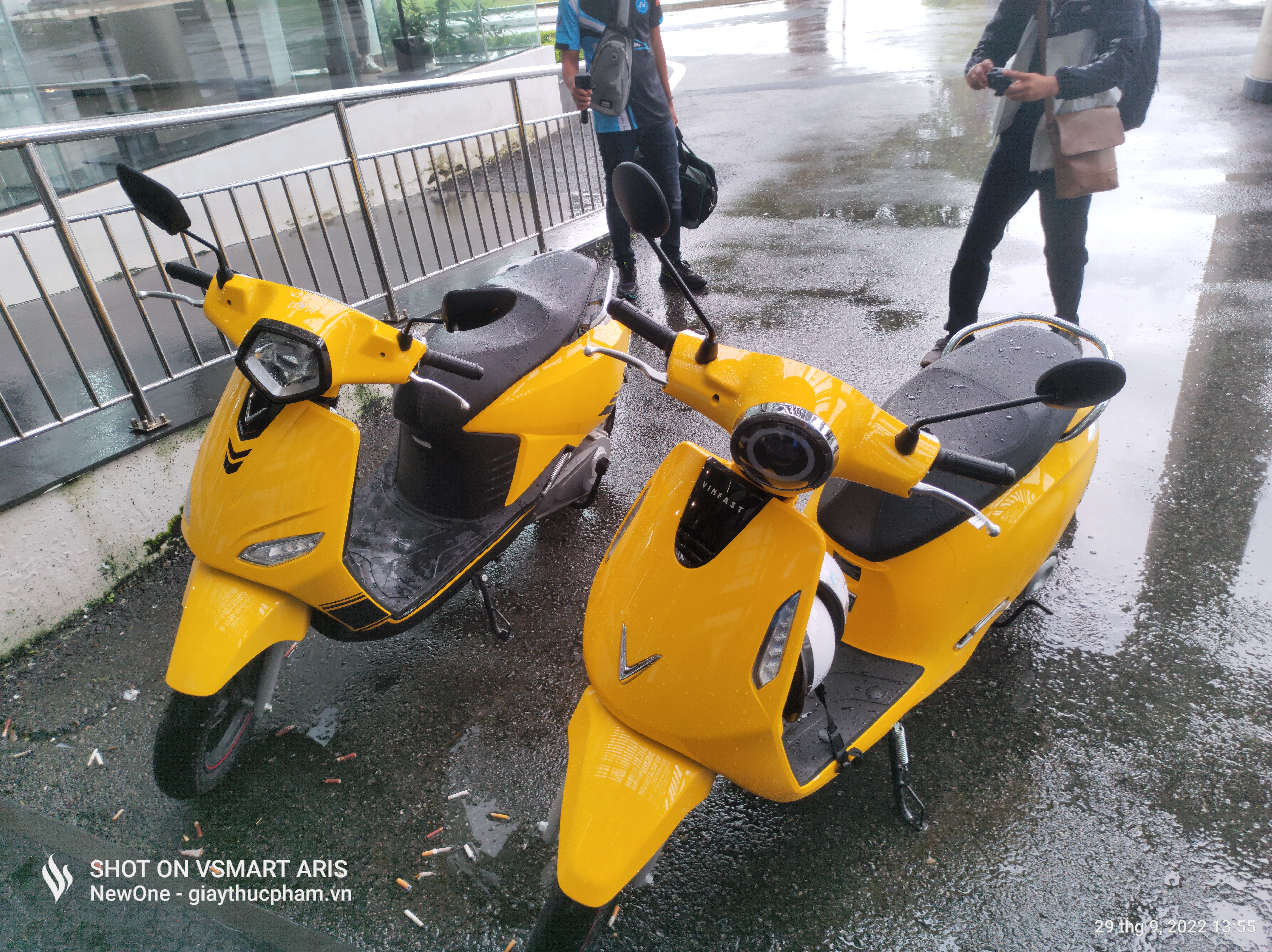
Scooters électriques VinFast Evo200 et Vento, 2022.

Vinfast commercialise depuis 2019 le scooter électrique Klara, conçu en partenariat avec Bosch.
La part des deux-roues électriques dans le marché des deux-roues au Vietnam est passée de 5,4 % en 2019 à 10 % en 2021. Cinq des dix fabricants de deux-roues électriques présents sur le marché vietnamien sont des entreprises locales : VinFast, Pega, Anbico, DK Bike et Detech. Vinfast a une part de marché de 43 %, Pega de 16 %. La capacité de production annuelle d'2RE de ces marques pourrait dépasser un million d'unités par an. En 2022, plus de 3,3 millions de motos ont été fabriquées au Vietnam, où 65,2 millions de deux-roues étaient en circulation en 2020.
Vinfast présente sa gamme de 5 scooters électriques au Mondial de Paris en octobre 2022.

## Politiques de soutien à la voiture électrique
Le Programme d’action pour la transition vers l’énergie verte et la réduction des émissions de dioxyde de carbone et de méthane provenant des transports, promulgué en juillet 2022, fixe l'objectif d'utiliser l’électricité et l’énergie verte pour 100 % des véhicules motorisés routiers d'ici 2050. Le gouvernement exonère les voitures électriques à batterie des frais d’immatriculation pendant 3 ans à partir du 1er mars 2022, puis les relèvera à 50 % de ceux appliqués aux voitures à essence de même nombre de places à bord pendant les deux années suivantes. De plus, le taux de la taxe spéciale de consommation pour les voitures électriques à batterie est minoré à 1 à 3 % jusqu’à la fin février 2027.

## Constructeur de véhicules électriques
Le constructeur automobile VinFast, lancé en 2017, annonce avoir livré 34 855 véhicules électriques en 2023 ; son objectif était d’en vendre 50 000. Il a annoncé le 8 janvier 2024 la construction d’une usine de véhicules électriques en Inde, dans l'État du Tamil Nadu, dont la capacité annuelle pourrait atteindre 150 000 véhicules. Il prévoit également une usine en Indonésie. Au premier trimestre 2024, VinFast annonce un chiffre d'affaires en hausse de près de 270 %, mais une perte en augmentation de 3,5 % par rapport à la même période de 2023, égale au double du chiffre d'affaires ; l'entreprise maintient son objectif de livrer 100 000 véhicules électriques en 2024 ; au premier trimestre, 9 689 véhicules électriques VinFast ont été livrés, soit plus de quatre fois plus que sur la même période de 2023, mis 56 % l'ont été à des entreprises appartenant au même groupe que VinFast. Le PDG de l'entreprise est Phạm Nhật Vượng, l'homme le plus riche du Vietnam et le président de la société mère de VinFast, Vingroup, le plus grand conglomérat du pays.
Les modèles VinFast VF 8 et VinFast VF 9 ont été présentés au Salon de l’auto de Los Angeles en novembre 2021, et les modèles VF5, VF6 et VF7 au CES 2022 de Las Vegas. En janvier 2024, Vinfast présente au CES de Las Vegas le plus petit modèle de sa gamme, le VF3, ainsi qu'un deux-roues électrique baptisé DragonFly, un hybride entre vélo et motocycle.
En avril 2023, Vinfast lance sa filiale Green and Smart Mobility Joint Stock Company (GSM), première compagnie de taxis 100 % électriques au Vietnam. GSM pratique aussi la location des voitures et scooters électriques de VinFast.
VinFast entre en Bourse en août 2023 sur le Nasdaq à Wall Street, et a mis en chantier une usine de voitures et de batteries en Caroline du Nord, qui devrait produire 150 000 véhicules par an à partir de 2025.